# Андрій Новак (лікар)

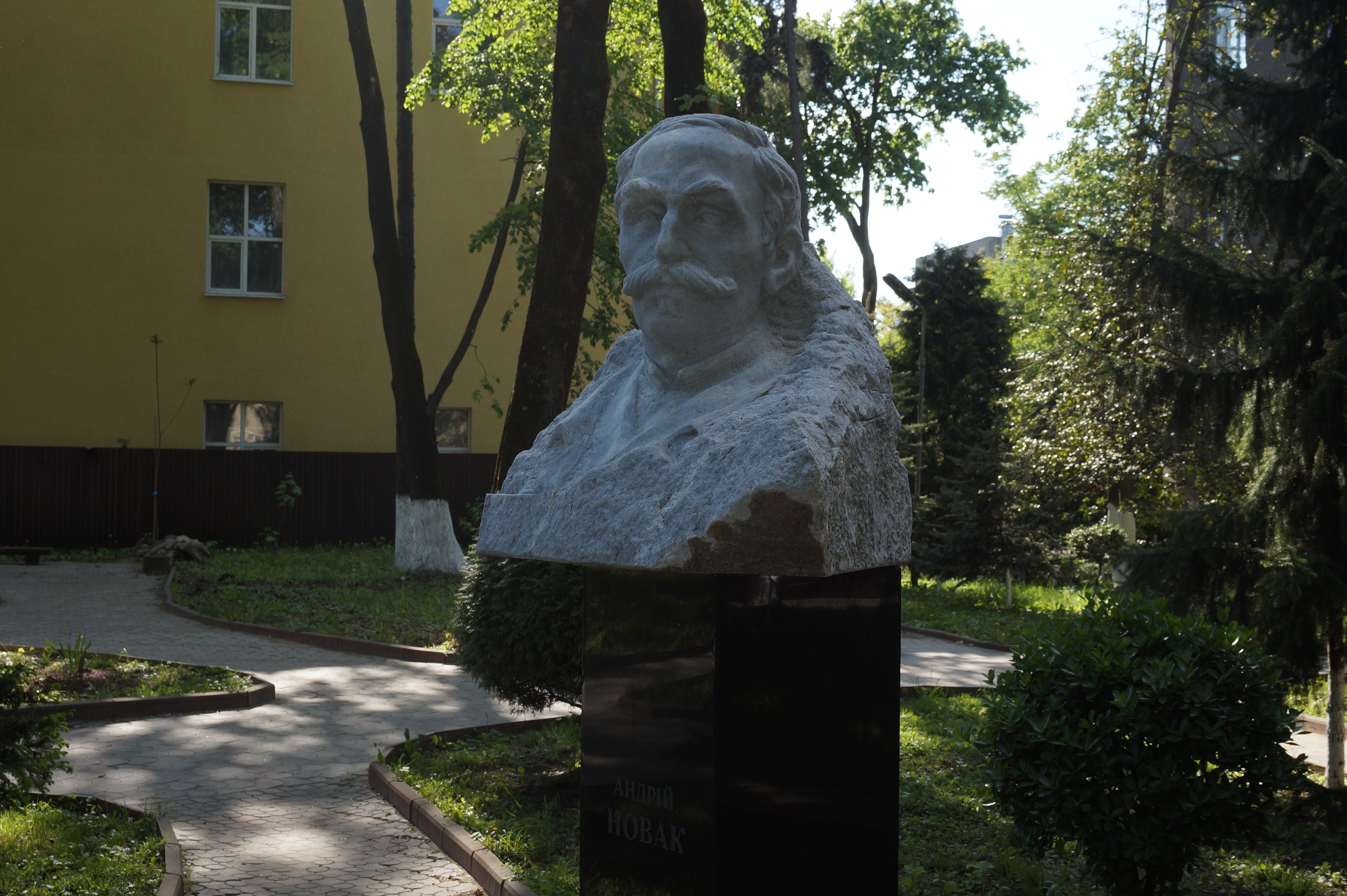
Погруддя Андрію Новаку на території Закарпатської обласної клінічної лікарні

Андрі́й Новак (21 листопада 1849, Руське Поле — 1940) — український лікар, вчений та педагог.

## Життєпис
Андрій Новак народився 21 листопада 1849 року в селі Урмезієві на Мараморощині (нині село Руське Поле Тячівського району) в сім'ї середнього землевласника. Він був дев'ятою дитиною в батьків. Початкову освіту здобув у Тячеві, продовжив навчання в гімназіях Мукачева, Сотмара й Ужгорода. У 1872 році Ендре з відзнакою закінчив медичний факультет Будапештського університету, отримав диплом хірурга, офтальмолога й акушера-гінеколога.
У 1872 році на території Закарпаття мала місце епідемія холери. Для боротьби з нею ті її наслідками з Будапешту, на прохання окружного медичного начальника в м. Собранці, Вікентія Нейметі, лікарем-епідеміологом було направлено молодого лікаря доктора Андрія Новака. Відряджений він був скоріше для лікування свого власного здоров'я, ніж для боротьби з холерою, способи лікування якої йому — по його словам «не були знайомі». У нього були хворі легені з кровотечею і кровохарканням.
У 1874 році заснував в Ужгороді лікарню, яку очолював до 1920 року. Одночасно було засновано Ужгородську акушерську школу (1890), де щороку готували до 60 кваліфікованих акушерів. Андрій Новак займався просвітницькою діяльністю.
У 1883 році, після успішної перемоги над епідемією холери, доктор А.Новак був призначений молодшим лікарем, а через рік, після відмови старшого лікаря доктора Я. Прейса, був обраний головним керуючим лікарем лікарні. В рік, коли він прийняв на себе керівництво лікарнею, вона складалася всього з 4 приміщень. Починаючи з 1882 року за декілька років її місткість зросла до 200 стаціонарних місць, що на той час було дуже великим досягненням.
У період першої світової війни доктор Андрій Новак долучився до організації та діяльності Червоного Хреста й підготовки 106 цивільних медичних сестер. На громадських засадах він був головою Законодавчої комісії охорони здоров'я Ужанського комітату, головою Ужанського відділення Державної лікарської спілки, активним членом Угорського товариства лікарів і натуралістів. Виконуючи свої обов'язки лікаря, Новак опублікував понад два десятки статей з охорони здоров'я та дві окремі монографії.
Керував др. Новак і заснованою ним акушерською школою, перетвореною на інститут, де проходили навчання і спеціалізацію жінки не лише нашого краю, а й комітатів Саболча, Земплина і Сотмара. У віці 73 років, Андрій Новак залишив за собою лише керівництво акушерським інститутом, а в 1928 р. вийшов на заслужений відпочинок. Овдовівши, останні дев'ять років він проживав, будучи хворим, не покидаючи власного будинку на вул. Собранецькій, 14.
Помер Андрій Новак у 90-річному віці (1940).

## Вшанування

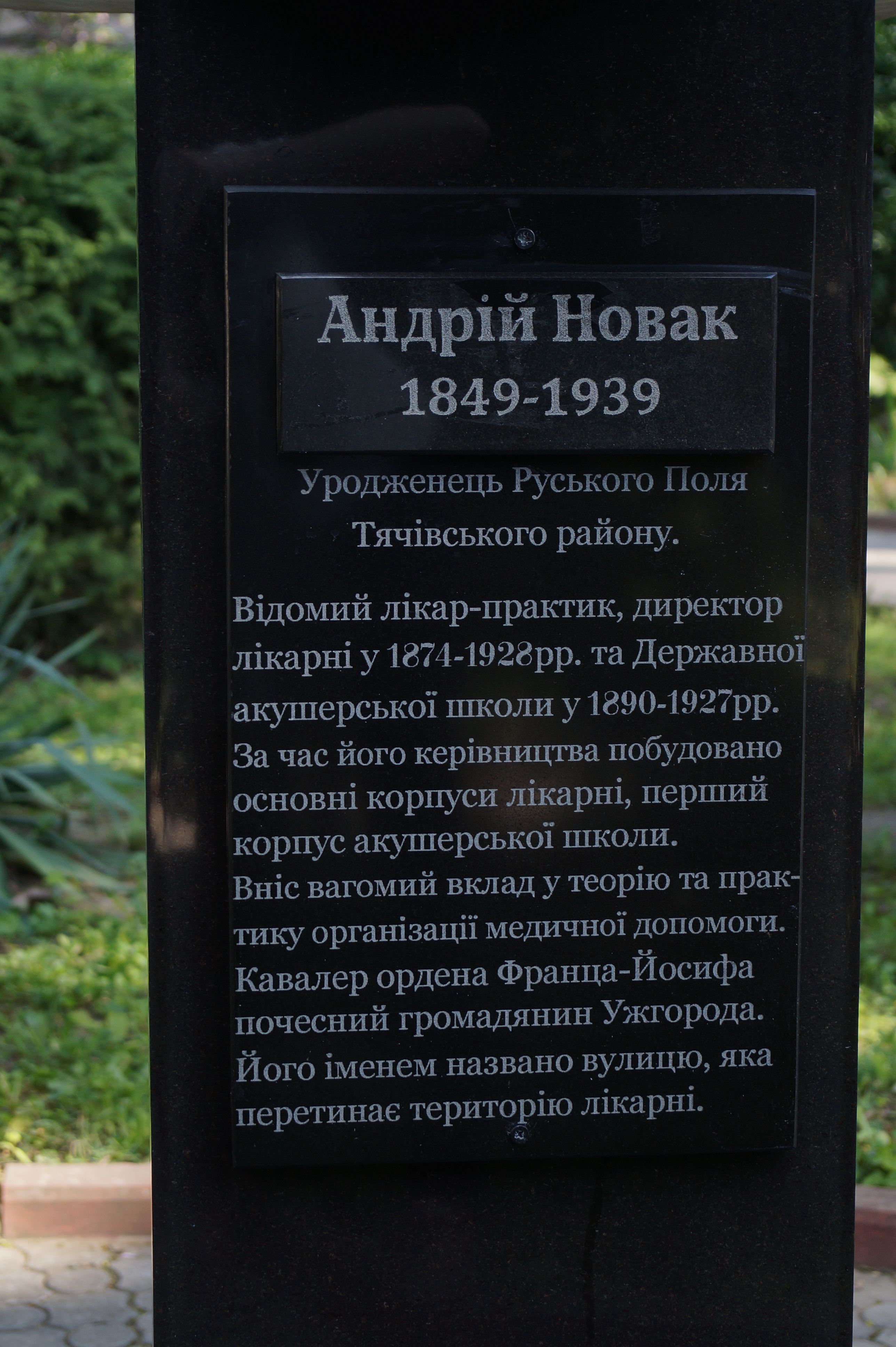
Меморіальна дошка на честь А. Новака

Увічнюючи пам'ять Ендре Новака, міська управа в 1905 році перейменувала вулицю Лікарнянську на вулицю Ендре Новака — вона нанесена на карту Ужгорода 1906 року. Ще в 1890 році др. Ендре Новак був удостоєний ордена Франца Йосифа І, а в 1917 році міська влада Ужгорода присвоїла йому почесне звання довічного громадянина міста над Ужем. У 1923 році при вході до павільйону «В», з правого боку, було встановлено меморіальну дошку з чорного мармуру, на якій золотими літерами викарбувано руською, чеською та угорською мовами слова вдячності д-ру Андрію Новаку за 50-літню громадську і професійну діяльність. На бетонній долівці при вході в павільйон виписано цифри: "1913″.
Рішенням за № 639 від 25 липня 2008 року, і закріпленим Постановою-Розпорядженням Кабінету Міністрів України за № 878/р. від 1 січня 2009 року Закарпатська обласна клінічна лікарня носить ім'я Андрія Новака. У 2003 році з ініціативи і на кошти колективу лікарні у скверику установи встановлено бюст Андрія Новака роботи скульптора Михайла Михайлюка.